# リサ・ケラー
リサ・ケラー（Lisa Keller、1987年12月20日 - ）は、日本において女性モデル、タレント活動をしている。所属事務所はBERRY。
北海道で生まれすぐにカナダに住居を移す。

## 人物
- 日本と ロシア（スイス系ロシア人）のクウォーター。

## 主な活動

### モデル
- yellowman - 2008年7月
- coppatorne - 2008年夏ポスター
- Baby Burn - 2008年秋冬メインモデルBaby Burn
- サイクルモード - 2008年ショーモデル
- charlize - 2008年～　専属モデルcharlize

### テレビ出演
- ぐるぐるナインティナイン - 7月7日放送（日本テレビ）

### CM出演
- とんがらし麺 - （日清食品）
- Nintendo Wii